# Tối cao Pháp viện (Đài Loan)
Tòa án tối cao Trung Hoa Dân quốc (tiếng Trung: 中華民國最高法院; bính âm: Zhōnghuá Mínguó Zuìgāo Fǎyuàn; Bạch thoại tự: Tiong-hôa Bîn-kok Chòe-ko Hoat-īⁿ) là tòa án chung thẩm của Đài Loan, ngoại trừ những vấn đề về giải thích hiến pháp và thống nhất giải thích pháp luật, mệnh lệnh thuộc thẩm quyền của Tư pháp viện.

## Lịch sử

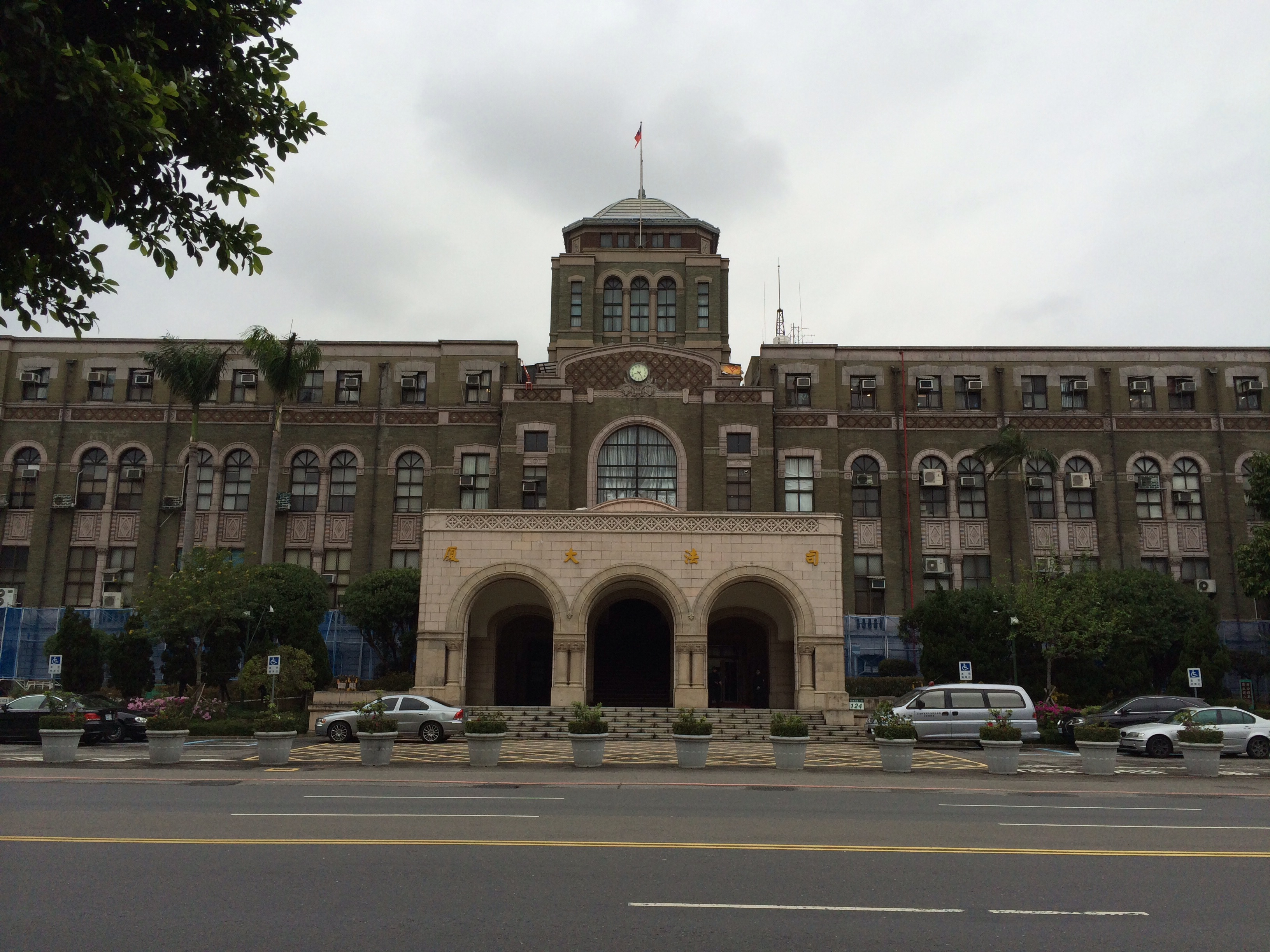
Tòa nhà tư pháp Tòa án tối cao Trung Hoa Dân Quốc (1949-1992)

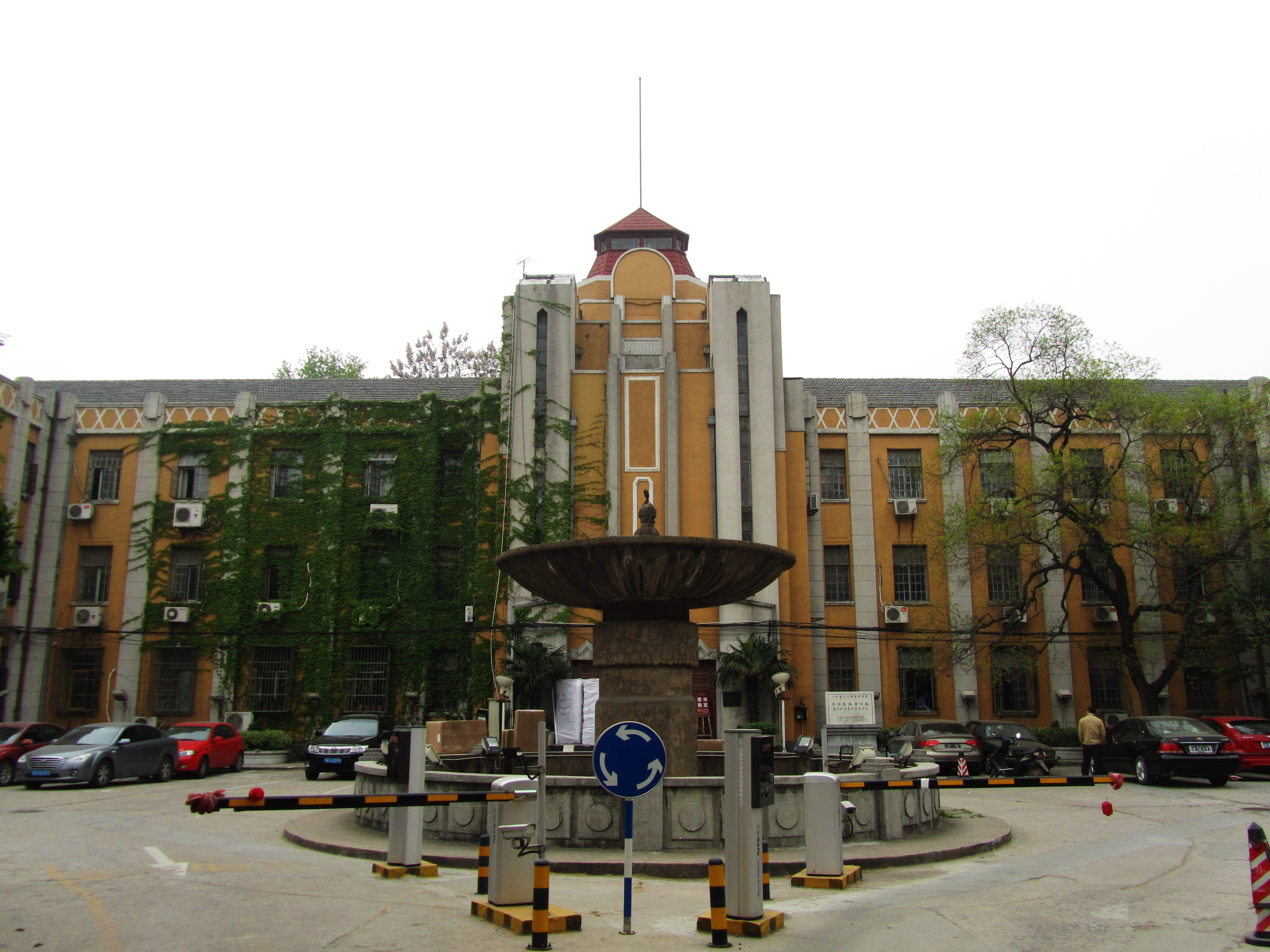
Trụ sở cũ Tòa án tối cao Trung Hoa Dân Quốc ở Nam Kinh.

Tòa án ở Đài Loan được thành lập vào năm 1896, hai năm sau khi Nhật Bản sáp nhập Đài Loan, Tòa án cấp cao Đài Loan đương thời có thể được coi như tòa án tối cao trên thực tế vì không thể kháng cáo bản án, quyết định lên Đại thẩm viện, là tòa án tối cao của Nhật Bản. Sau Chiến tranh thế giới thứ hai, Nhật Bản từ bỏ chủ quyền đối với Đài Loan và tòa án tối cao của hệ thống tòa án Đài Loan trở thành Tòa án tối cao Trung Hoa Dân quốc.
Tòa án tối cao ban đầu được gọi là Đại lý viện (tiếng Trung: 大理院; bính âm: Dàlǐ Yuàn) vào năm 1909. Sau khi Trung Quốc thống nhất, chính phủ Trung Hoa Dân Quốc đổi tên Đại lý viện thành Tòa án tối cao vào năm 1927. Tòa án tối cao trở thành tòa án chung thẩm của Trung Quốc vào năm 1928. Tháng 3 năm 1949, Tòa án tối cao và Tư pháp viện dời về Quảng Châu, tháng 8 thì dời về Đài Bắc, Đài Loan cùng với chính phủ Quốc dân đảng sau Nội chiến Trung Quốc. Ban đầu trụ sở Tòa án tối cao là Tòa nhà tư pháp trên đường Nam Trùng Khánh, trụ sở hiện tại nằm trên đường Trưởng Sa từ năm 1992.

## Giới thiệu
Luật Tổ chức tòa án quy định hệ thống tư pháp Đài Loan gồm ba cấp là Tòa án tối cao, tòa án cấp cao và tòa án địa phương. Tòa án tối cao là tòa án chung thẩm về tố tụng hình sự và dân sự, ngoại trừ vụ án dân sự có số tiền nhiều nhất 1.500.000 Tân đài tệ và vụ án hình sự về những tội danh được quy định tại Điều 376 Luật tố tụng hình sự.
Cụ thể thì Tòa án tối cao có thẩm quyền đối với những vụ việc sau đây:
- Kháng cáo bản án sơ thẩm của Tòa án cấp cao hoặc tòa cấp cao trong vụ án hình sự;
- Kháng cáo bản án phúc thẩm của Tòa án cấp cao hoặc tòa cấp cao trong vụ án hình sự và dân sự;
- Kháng cáo quyết định của Tòa án cấp cao hoặc tòa cấp cao;
- Kháng cáo bản án, quyết định của tòa án phúc thẩm dân sự được ban hành theo thủ tục rút gọn, số tiền trong vụ án quá 1.500.000 Tân đài tệ và có sự cho phép theo điều khoản đặc biệt;
- Tái thẩm vụ án hình sự và dân sự thuộc thẩm quyền của Tòa án tối cao;
- Kháng cáo đặc biệt; và
- Những vụ việc khác do luật định[5]

Tòa án tối cao gồm chín tòa hình sự và tám tòa dân sự, mỗi tòa gồm năm thẩm phán. Các vụ án được phân công ngẫu nhiên cho các tòa quyết định. Vì những tòa có thể có quan điểm khác nhau nên quyền thống nhất giải thích pháp luật của Tòa án tối cao có thể bị giảm thiểu đáng kể, để thống nhất quan điểm thì thẩm phán ở tòa dân sự và tòa hình sự họp thường xuyên và quyết nghị về vấn đề pháp lý. Tuy không có hiệu lực ràng buộc về mặt pháp lý nhưng quyết nghị của các tòa hữu hiệu trên thực tế.

## Thủ tục
Vụ án ở tòa dân sự hoặc tòa hình sự, tòa ghi lại vụ án theo năm, hạng và thứ tự tiếp nhận. Tòa xem xét tố tụng theo Thủ tục xem xét ban đầu tố tụng hình sự và dân sự, nếu xét khiếm khuyết thì gửi về tòa ban đầu hay lệnh đương sự củ chính khiếm khuyết, nếu xét được thì gửi lên Ban phân phối tố tụng, Ban sẽ giao vụ cho thẩm phán nhất định. Vụ án ở Tòa án tối cao do tòa gồm năm thẩm phán xét xử, Thẩm phán trưởng làm chánh tòa và chủ tịch trong khi bàn luận.
Tòa án tối cao quyết định chỉ vấn đề pháp lý theo án tình mà Tòa cao đẳng xác minh trong phán quyết, có thể kháng cáo lên Tòa chỉ nếu phán quyết ban đầu vi phạm pháp luật hay mệnh lệnh. Thông thường xét xử theo tài liệu, nhưng nếu cần thiết thì thẩm phán trưởng nghe bàn luận bằng lời có tranh luận về vấn đề pháp lý.
Tòa án tối cao có Viện trưởng, thuộc cấp hạng bổ nhiệm đặc biệt và đảm nhiệm quản lý toàn tòa, đồng thời làm thẩm phán.

## Viện trưởng
- Từ Viễn Cao (5 tháng 11 năm 1927 - 13 tháng 11 năm 1928)
- Lâm Hương (13 tháng 11 năm 1928 - 5 tháng 11 năm 1932
- Cư Chính (5 tháng 11 năm 1932 - 22 tháng 7 năm 1935)
- Tiêu Nhất Đường (22 tháng 7 năm 1935 - 26 tháng 9 năm 1940)
- Lý Bá (30 tháng 1 năm 1941 - 3 tháng 2 năm 1945)
- Hạ Cần (3 tháng 2 năm 1945 - 13 tháng 7 năm 1948)

### Từ khi Hiến pháp năm 1947 được ban hành
- Tạ Doanh Châu (13 tháng 7 năm 1948 - 1966)[8]
- Tra Lương Giám (1966 - 1968)[8]
- Trần Phác Sinh (1968 - 1972)[8]
- Tiền Quốc Thành (1972 - 1987)[8]
- Trữ Kiếm Hồng (1987 - 1993)[8]
- Vương Giáp Ất (1993 - 1996)[8]
- Cát Nghĩa Tài (1996 - 1998)[8]
- Lâm Minh Đức (1998 - 2001)[8]
- Ngô Khải Tân (2001 - 2007)[8]
- Dương Nhân Thọ (2007 - 2012)[8]
- Dương Đỉnh Chương (2012 - 2015)[8]
- Trịnh Ngọc Sơn (2015 - 2020)[8]
- Ngô Xán (2020 - hiện tại)[8]

## Thẩm phán nổi bật
1. Trương Kim Lan là nữ thẩm phán Tòa án tối cao đầu tiên của Trung Hoa Dân Quốc

## Đường dẫn ngoài
- Trang mạng chính thức Tòa án tối cao Trung Hoa Dân Quốc
- Taiwan Law Resources
- Tư pháp viện
- Pháp vụ bộ
- Đài Bắc địa phương kiểm sát thự
- Lập pháp viện
- Hành chính viện